# Канава (Татарстан)
Канава (чув. Канав) — деревня в Буинском районе, на реке Тильча, в 25 км к югу от города Буинска. Полеводство.

## История
Основано в начале 20 века и имела первоначальное название «Артель Канава». До 1920 входила в Бурундуковскую волость Буинского уезда Симбирской губернии. С 1920 года в составе Буинского кантона ТАССР. С 10 августа 1930 года в Буинском, с 10 февраля 1935 года в Будённовском, с 29 ноября 1957 года в Цильнинском, с 12 октября 1959 года в Буинском районах.

## Демография
Число жителей:
- 1920 год — 155 чел.
- 1926 год — 154 чел.
- 1938 год — 178 чел.
- 1949 год — 125 чел.
- 1958 год — 123 чел.
- 1970 год — 139 чел.
- 1979 год — 135 чел.
- 1989 год — 71 чел.
- 1997 год — 50 чел.
- 2002 год — 54 чел.
- 2012 год — 36 чел.

Национальный состав — в основном чуваши.